# Championnat d'Amérique du Sud féminin de volley-ball des moins de 18 ans 2010
Navigation
Édition précédente Édition suivante
Le 17e championnat d'Amérique du Sud féminin de volley-ball des moins de 18 ans s'est déroulé du 24 août 2010 au 29 août 2010 à Tacna, Tarapoto et Callao, au Pérou. Il a mis aux prises les huit meilleures équipes continentales.

## Équipes présentes
- Argentine
- Bolivie
- Brésil
- Chili
- Colombie
- Paraguay
- Pérou
- Venezuela

## Classement final
| Place              | Équipe    |
| ------------------ | --------- |
| Médaille d'or      | Brésil    |
| Médaille d'argent  | Argentine |
| Médaille de bronze | Pérou     |
| 4                  | Chili     |
| 5                  | Colombie  |
| 6                  | Venezuela |
| 7                  | Bolivie   |
| 8                  | Paraguay  |